# OCRIEST
L’Office central pour la répression de l’immigration irrégulière et de l’emploi d’étrangers sans titre était l’organisme de la police nationale française consacré à la lutte contre les réseaux (ou « filières ») favorisant l’immigration irrégulière, l’emploi d’étrangers dépourvus d’autorisation de travail et/ou de séjour ainsi que la fraude documentaire qui en découle. Il dépendait de la sous-direction de l’immigration irrégulière et des services territoriaux (SDIIST) de la direction centrale de la police aux frontières (DCPAF). 
Ce service a été remplacé par l'OLTIM, l'office de lutte contre le trafic illicite de migrants, à compter du 1er janvier 2023.

## Création
L’OCRIEST a été créé par le décret interministériel n° 96-691 du 6 août 1996. Il est placé sous l'autorité du ministère de l’Intérieur (direction générale de la police nationale, direction centrale du contrôle de l'immigration et de la lutte contre l'emploi des clandestins - ancien nom de la DCPAF). Cet office avait une compétence nationale et il est le point de contact unique à l’international en matière de lutte contre l’immigration irrégulière. 

## Personnels
En 2011, l’office compte 120 fonctionnaires de police de tous grades (dont 5 administratifs) et 3 gendarmes. Il est dirigé par un commissaire divisionnaire : le commissaire Julien Gentile.

## Domaine de compétence
L’office est chargé de lutter contre les infractions relatives à l’aide à l’entrée, à la circulation et au séjour irréguliers des étrangers en France, à l’emploi des étrangers dépourvus d’autorisation de travail, ainsi qu’aux faux et usage de faux documents destinés à favoriser ces infractions.
Il traite sur le plan judiciaire les affaires d’immigration irrégulière en bande organisée les plus importantes et les plus complexes, le plus souvent avec des ramifications internationales. L'OCRIEST fait partie des services de lutte contre la criminalité organisée qui concourent à la lutte anti terroriste.
L'office assure, en outre, le pilotage opérationnel des Brigades Mobiles de Recherches (BMR) de la Police aux Frontières, qui ont au niveau local ou zonale les mêmes compétences matérielles. Ces BMR sont au nombre de 48 et emploient environ 500 enquêteurs.
L'OCRIEST et les BMR ont démantelé 226 filières criminelles en 2014. Leur activité d'initiative est en progression régulière, fruit d'une politique volontariste dans ce domaine de la lutte contre les filières d'immigration irrégulière.

## Organisation
Son organisation tourne autour de trois pôles : 
- un pôle de direction et de gestion
- un pôle opérationnel constitué de 6 unités d’investigation spécialisées et d’une section d’appui technique
- un pôle d’analyse stratégique

## Missions
Les principales missions de ce service sont :
- d’animer la lutte contre les filières d’immigration irrégulière opérant sur le territoire national
- d’animer la lutte contre les réseaux structurés d’emploi d’étrangers sans autorisation de travail et/ou de séjour
- d’animer la lutte contre les réseaux de fraude documentaire favorisant l’immigration irrégulière et le travail illégal
- de coordonner au niveau national l’action répressive de tous les acteurs participant au démantèlement des filières d’immigration irrégulière, d’emploi d’étrangers sans titre ou de fraude documentaire facilitant ces infractions
- de coordonner l’action internationale dans les domaines de compétence susmentionnés
- d’analyser la pression migratoire irrégulière

## Quelques dossiers traités
- Opération « Bagdad »
- Opération « Swartz » (découverte d'une ferme de cannabis à La Courneuve en lien avec une filière vietnamienne)
- Opération « Saami » (première équipe commune d'enquête européenne dans la matière)
- Opération « Abesses » (réseau de faussaires spécialisés dans les demandes d'asile fictives)